# Trench (Album)
Trench ist das fünfte Studioalbum des US-amerikanischen Musikduos Twenty One Pilots, das am 5. Oktober 2018 bei Fueled by Ramen veröffentlicht wurde. Es ist das erste Studioalbum der Band seit drei Jahren und dient als Nachfolger ihres vierten Studioalbums Blurryface (2015). Das Album ist auch die erste Veröffentlichung der neu gegründeten Elektra Music Group.
Dem Album ging die Veröffentlichung von vier Singles voraus. Die ersten beiden, „Jumpsuit“ und „Nico and the Niners“, wurden beide am 11. Juli 2018 veröffentlicht. Die dritte Single „Levitate“ wurde am 8. August 2018 veröffentlicht. Die vierte Single, My Blood, erschien am 27. August 2018.

## Produktion
Twenty One Pilots veröffentlichten am 17. Mai 2015 ihr viertes Studioalbum Blurryface. Das Album war unter den Top 200 Alben laut Billboard und hatte zwei Top-5-Singles, "Stressed Out" und "Ride", die auf Platz zwei bzw. Platz fünf der Billboard Hot 100 lagen. Die Songs, zusammen mit der Single "Heathens" aus dem Suicide Squad Soundtrack, führten die Band 2016 zum Mainstream-Erfolg. Von 2015 bis 2017 startete das Duo zwei Welttourneen mit dem Ziel, das Album zu promoten. Nach den fünf letzten Terminen der Tournee, der "Tour De Columbus", begann am 6. Juli 2017 eine einjährige Pause der Band.
Die konzeptionelle Welt von "Trench" entstand, bevor einer der Songs aus dem Album geschrieben worden war, und löste sich vom regulären Songwriting-Prozess der Band, bei dem sie das Album Song für Song erstellen sollten. Es ist unklar, wann die Produktion von Trench begann, aber Tyler Joseph arbeitete bereits 2015, während der Blurryface Tour, an dem Track "Bandito". Tyler Joseph produzierte die vierzehn Titel des Albums in seinem privaten Heimstudio, während Josh Duns Schlagzeugspuren in den United Recording Studios aufgenommen wurden. Mutemath Frontmann und Keyboarder Paul Meany hat einen Großteil des Projekts koproduziert und mitgeschrieben, nachdem er zuvor mit Twenty One Pilots für die TOPxMM Remix EP und auf der Emotional Roadshow World Tour zusammengearbeitet hatte. Adam Hawkins mischte das Album in seiner Gesamtheit. Der Stichtag, an dem das Album abgeschlossen war der 15. August 2018, weniger als zwei Monate vor der Veröffentlichung des Albums.

## Titel
| #  | Titel               | Länge | Anmerkung                         |
| -- | ------------------- | ----- | --------------------------------- |
| 1  | Jumpsuit            | 3:58  | am 11. Juli 2018 veröffentlicht   |
| 2  | Levitate            | 2:25  | am 8. August 2018 veröffentlicht  |
| 3  | Morph               | 4:18  | am 4. Oktober 2018 veröffentlicht |
| 4  | My Blood            | 3:49  | am 27. August 2018 veröffentlicht |
| 5  | Chlorine            | 5:24  | am 4. Oktober 2018 veröffentlicht |
| 6  | Smithereens         | 2:57  | am 4. Oktober 2018 veröffentlicht |
| 7  | Neon Gravestones    | 4:00  | am 4. Oktober 2018 veröffentlicht |
| 8  | The Hype            | 4:25  | am 4. Oktober 2018 veröffentlicht |
| 9  | Nico and the Niners | 3:45  | am 11. Juli 2018 veröffentlicht   |
| 10 | Cut My Lip          | 4:43  | am 4. Oktober 2018 veröffentlicht |
| 11 | Bandito             | 5:31  | am 4. Oktober 2018 veröffentlicht |
| 12 | Pet Cheetah         | 3:18  | am 4. Oktober 2018 veröffentlicht |
| 13 | Legend              | 2:53  | am 4. Oktober 2018 veröffentlicht |
| 14 | Leave the City      | 4:40  | am 4. Oktober 2018 veröffentlicht |

## Kritiken
| Professionelle Bewertungen | Professionelle Bewertungen |
| -------------------------- | -------------------------- |
| Durchschnittsbewertung     |                            |
| Quelle                     | Bewertung                  |
| Metacritic                 | 81 %                       |
| Kritiken                   |                            |
| Quelle                     | Bewertung                  |
| Allmusic                   | [ 3 ]                      |
| laut.de                    | [ 4 ]                      |
| Plattentests.de            | [ 5 ]                      |
| Rolling Stone              | [ 6 ]                      |

Trench wurde überwiegend positiv bewertet. Philipp Kause von Laut.de vergab vier von fünf Sternen und lobt insbesondere die verschiedenen Genres, in denen sich das Album bewegt. Auch wenn das Album laut Jakob Uhlig von Plattentests.de „in seiner Gesamtlänge ein paar Filler hat, durch die das Album leider einiges an Potenzial liegen lässt“, bietet ihm das Album „über weite Strecken dennoch ein spannendes Erlebnis“. Von ihm erhielt das Album sechs von zehn Punkten.

## Kommerzieller Erfolg

### Chartplatzierungen
| ChartsChartplatzierungen       | Höchstplatzierung | Wochen |
| ------------------------------ | ----------------- | ------ |
| Deutschland (GfK)              | 4 (13 Wo.)        | 13     |
| Österreich (Ö3)                | 3 (19 Wo.)        | 19     |
| Schweiz (IFPI)                 | 4 (19 Wo.)        | 19     |
| Vereinigte Staaten (Billboard) | 2 (49 Wo.)        | 49     |
| Vereinigtes Königreich (OCC)   | 2 (30 Wo.)        | 30     |

| ChartsJahrescharts (2018)      | Platzierung |
| ------------------------------ | ----------- |
| Vereinigte Staaten (Billboard) | 122         |
| Vereinigtes Königreich (OCC)   | 92          |

| ChartsJahrescharts (2019)      | Platzierung |
| ------------------------------ | ----------- |
| Vereinigte Staaten (Billboard) | 73          |

### Auszeichnungen für Musikverkäufe
| Land/Region                  | Auszeichnungen für Musikverkäufe (Land/Region, Auszeichnung, Verkäufe) | Verkäufe  |
| ---------------------------- | ---------------------------------------------------------------------- | --------- |
| Australien (ARIA)            | Gold                                                                   | 35.000    |
| Brasilien (PMB)              | Platin                                                                 | 40.000    |
| Dänemark (IFPI)              | Gold                                                                   | 10.000    |
| Frankreich (SNEP)            | Gold                                                                   | 50.000    |
| Italien (FIMI)               | Gold                                                                   | 25.000    |
| Kanada (MC)                  | Platin                                                                 | 80.000    |
| Mexiko (AMPROFON)            | Gold                                                                   | 30.000    |
| Neuseeland (RMNZ)            | Platin                                                                 | 15.000    |
| Niederlande (NVPI)           | Gold                                                                   | 15.000    |
| Österreich (IFPI)            | Gold                                                                   | 7.500     |
| Polen (ZPAV)                 | Platin                                                                 | 20.000    |
| Vereinigte Staaten (RIAA)    | Platin                                                                 | 1.000.000 |
| Vereinigtes Königreich (BPI) | Gold                                                                   | 100.000   |
| Insgesamt                    | 8× Gold · 5× Platin ·                                                  | 1.427.500 |

Hauptartikel: Twenty One Pilots/Auszeichnungen für Musikverkäufe